# Акатса, Питер
Питер Акатса (англ. Peter Akatsa, 12 мая 1960 — 7 октября 2023) — кенийский хоккеист (хоккей на траве), полевой игрок. Участник летних Олимпийских игр 1984 и 1988 годов.

## Биография
Питер Акатса родился 12 мая 1960 года.
В 1984 году вошёл в состав сборной Кении по хоккею на траве на летних Олимпийских играх в Лос-Анджелесе, занявшей 9-е место. Играл в поле, провёл 7 матчей, мячей не забивал.
В 1988 году вошёл в состав сборной Кении по хоккею на траве на летних Олимпийских играх в Сеуле, занявшей 12-е место. Играл в поле, провёл 7 матчей, забил 1 мяч в ворота сборной Канады.